# Emrahia acanthis
Emrahia acanthis är en fjärilsart som beskrevs av Edward Meyrick 1920. Emrahia acanthis ingår i släktet Emrahia och familjen vecklare. Inga underarter finns listade i Catalogue of Life.